# Hultasjön (Vallsjö socken, Småland)
Hultasjön är en sjö i Sävsjö kommun i Småland och ingår i Emåns huvudavrinningsområde. Sjön har en area på 0,0583 kvadratkilometer och ligger 250 meter över havet. Sjön avvattnas av vattendraget Lillån.

## Delavrinningsområde
Hultasjön ingår i det delavrinningsområde (636584-143725) som SMHI kallar för Utloppet av Vallsjön. Avrinningsområdets medelhöjd är 242 meter över havet och ytan är 25,33 kvadratkilometer. Det finns inga delavrinningsområden uppströms utan avrinningsområdet är högsta punkten. Lillån som avvattnar avrinningsområdet har biflödesordning 4, vilket innebär att vattnet flödar genom totalt 4 vattendrag innan det når havet efter 194 kilometer. Delavrinningsområdet består mestadels av skog (46 procent) och jordbruk (16 procent). Avrinningsområdet har 6,94 kvadratkilometer vattenytor vilket ger det en sjöprocent på 27,4 procent.